# 성재서당
성재서당(盛才書堂)은 대한민국 대구광역시 동구 미대동에 있는 서당이다. 1984년 7월 25일 대구광역시의 유형문화재 제9호로 지정되었다.

## 개요
조선 인조(재위 1623∼1649) 때 선비 채명보(1574∼1644)가 학문을 강론하던 곳이다. 그 뒤 후손들이 선생의 덕행을 널리 기리고자 새로 짓고 '성재서당'이라 이름을 고쳤다.
채명보의 휘는 선견, 자는 명보, 호는 양전헌이며 본관은 인천이다. 광해군 9년(1617) 생원시에 합격하였고, 서궁유폐사건이 일어나자 선비들과 함께 상소를 올려 잘못된 점을 지적하였다. 인조 2년(1624) 이괄의 난 때에는 향병을 모집하기도 하였으며, 인조 4년에 희릉참봉에 제수되었으나 받지 않았다. 고향으로 돌아와 성재정을 짓고 선비들과 학문을 논하면서 만년을 보냈다.

## 참고 자료
- 성재서당 - 국가유산청 국가유산포털